# Fort-du-Plasne
Fort-du-Plasne é uma comuna francesa na região administrativa de Borgonha-Franco-Condado, no departamento de Jura. Estende-se por uma área de 12,92 km². Em 2010 a comuna tinha 455 habitantes (densidade: 35,2 hab./km²).